# Parque eólico de Enix
El parque eólico de Enix es un conjunto de aerogeneradores localizado en el municipio almeriense de Enix, en España. Consta de un total de 40 turbinas de 30 metros de diámetro, que tienen una potencia de 330 kW.
Fue el primer parque eólico en ser instalado en la provincia de Almería. Se localiza en el municipio de Enix, visible desde la pedanía de El Marchal de Antón López, sobre la sierra de Gádor. Se sitúa hacia el oeste de la carretera que cruza la sierra, entre las cotas de 1150 y 1245 m s. n. m. El conjunto tiene una potencia instalada de 13.200 kW. Se compone de un total de 40 molinos de modelo Made AE-30, fabricadas por Gamesa, cuya fabricación e instalación costó un total de 2 000 millones de pesetas, siendo 330 millones subvencionados públicamente.